# سیارک ۲۵۹۸۷
سیارک ۲۵۹۸۷ (نام: 25987 Katherynshi) به دست پروژهٔ لینیر در ساکورو و در ۱۹ مارس ۲۰۰۱ کشف شد.